# 深紅なる肖像
『深紅なる肖像』（しんくなるしょうぞう）は、日本のロックバンド、椿屋四重奏の1stアルバム。2004年4月21日発売。発売元はUK PROJECT。

## 解説
- 前作から8か月ぶりとなる、初のフルアルバム。

## 収録曲
全作詞・作曲:中田裕二、編曲:椿屋四重奏
1. ぬけがら (1:48)
2. 終列車 (5:03)
3. 成れの果て (3:36)
今作のリードトラック。PVが製作されている。
4. 硝子玉 (5:31)
5. 春雨よ (5:17)
6. 道づれ (5:34)
7. 空中分解 (2:51)
8. 小春日和 (5:43)
9. 一刹那 (3:57)
10. 嵐が丘 (5:20)